# 挾土秀平
挾土 秀平（はさど しゅうへい、1962年 - ）は日本の左官である。左官技能士。

## 人物
個人住宅から、日本の伝統建築、ホテルのエントランスロビーまで、様々な壁塗りを手がける。左官業の枠にとらわれず、その技術を活かした芸術作品を発表し、個展も開催している。
挾土は本名。

## 略歴
- 1962年 岐阜県高山市に左官業・挟土組の長男として生まれる。
- 1981年 岐阜県立高山工業高等学校卒業後、熊本県で左官修業に入る。
- 1983年 技能五輪全国大会左官部門で優勝。
- 1984年 国際技能競技大会出場。
- 2001年 挟土組を退社し、「職人社 秀平組」を設立。

## 主な仕事
- 八ヶ岳マツボックリの野菜蔵
- 金沢黄金の蔵
- ザ・ペニンシュラ東京
- 第34回主要国首脳会議（洞爺湖サミット）
  - ゼロエミッションハウス
  - 土の円卓
  - 土の座卓
- アースメイク
- 氷雪の壁
- 益子町「土祭」の主要会場の1つ「土舞台」[3][4][5][6][7][8][9]
- 大河ドラマ『真田丸』の題字
- JPタワー名古屋の左官壁[10]
- 大手町タワー（アマン東京）

## 出演

### ラジオ
- ラジオ深夜便 (NHK FM) 深夜便アーカイブス「シリーズ　ものづくり、日本！～明日へのことば　世界に発信、左官の技」左官技能士…挾土秀平（2013年11月14日）

### テレビ
- プロフェッショナル 仕事の流儀（NHK総合）（2006年3月7日、2007年7月31日、2015年10月26日、2016年1月11日）
- ソロモン流（2009年3月22日）
- 辰巳琢郎の家物語〜リモデル★きらり（2012年7月14日）
- 戦士の逸品（2012年9月25日）
- Crossroad（2014年1月25日）
- SWITCHインタビュー 達人達（NHK E）田中泯×挾土秀平（2015年9月12日）
- ザ・インタビュー〜トップランナーの肖像〜（2015年11月29日）
- オトナの!（2016年4月20日、27日、5月4日）
- アナザースカイ（2017年5月12日）
- イッポウ（CBCテレビ）（2017年7月13日）
- 美の壺（NHK BS) 「神宿る土、左官」（2016年3月11日）
- 日曜美術館（NHK E）「熱烈！傑作ダンギ　若冲」（2016年4月10日）
- 世界!ニッポン行きたい人応援団（テレビ東京 ）(2018年)
- SWITCHインタビュー 達人達（NHK E）宮本浩次×挾土秀平（2020年9月19日、2020年9月26日）
- 日曜美術館（NHK E）「地球の脈動を塗る」（2023年5月21日）[11]

## 参考書籍
- 益子町 編『土祭 2009-2015』有限会社 里文出版、2016年3月30日、62-63頁。ISBN 9784898064399。